# Lateinische Zahlwörter
Das Lateinische kennt vier grundlegende Arten von Zahlwörtern (Numeralia), hier gemeinsam als lateinische Zahlwörter behandelt:
1. Grundzahlen (Kardinalzahlen) (eins, zwei, drei, …)
2. Ordnungszahlen (Ordinalzahlen) (der erste, der zweite, der dritte, …)
3. Verteilungszahlen (Distributivzahlen) (einzelne, je zwei, je drei, …)
4. Wiederholungszahlen (Iterativzahlen) (einmal, zweimal, dreimal, …)

Näheres zum System der in folgender Tabelle ebenfalls aufgeführten römischen Zahlzeichen findet sich im Artikel Römische Zahlschrift.

## Liste der Zahlwörter
| Arabische Ziffern | Römische Ziffern                                            | Cardinale                                                                                        | Ordinale                                                                | Distributivum                                                      | Iterativum                                                        |
| ----------------- | ----------------------------------------------------------- | ------------------------------------------------------------------------------------------------ | ----------------------------------------------------------------------- | ------------------------------------------------------------------ | ----------------------------------------------------------------- |
| 1                 | I                                                           | ūnus, -a, -um „ein/eine/ein“                                                                     | prīmus, -a, -um „erster/erste/erstes“                                   | singulī, -ae, -a „je ein/eine/ein“                                 | semel „einmal“                                                    |
| 2                 | II                                                          | duo, -ae, -o „zwei“                                                                              | alter, -a, -um / secundus, -a, -um „zweiter/zweite/zweites“             | bīnī, -ae, -a „je zwei“                                            | bis „zweimal“                                                     |
| 3                 | III                                                         | trēs, tria „drei“                                                                                | tertius, -a, -um „dritter/dritte/drittes“                               | ternī, -ae, -a / trīnī, -ae, -a „je drei“                          | ter „dreimal“                                                     |
| 4                 | IIII, IV                                                    | quattuor „vier“                                                                                  | quārtus, -a, -um „vierter/vierte/viertes“                               | quaternī, -ae, -a „je vier“                                        | quater „viermal“                                                  |
| 5                 | V                                                           | quīnque „fünf“                                                                                   | quīntus, -a, -um „fünfter/fünfte/fünftes“                               | quīnī, -ae, -a „je fünf“                                           | quīnquiēs „fünfmal“                                               |
| 6                 | VI                                                          | sex „sechs“                                                                                      | sextus, -a, -um „sechster/sechste/sechstes“                             | sēnī, -ae, -a „je sechs“                                           | sexiēs „sechsmal“                                                 |
| 7                 | VII                                                         | septem „sieben“                                                                                  | septimus, -a, -um „siebenter/siebente/siebentes“                        | septēnī, -ae, -a „je sieben“                                       | septiēs „siebenmal“                                               |
| 8                 | VIII, IIX                                                   | octō „acht“                                                                                      | octāvus, -a, -um „achter/achte/achtes“                                  | octōnī, -ae, -a „je acht“                                          | octiēs „achtmal“                                                  |
| 9                 | IX, VIIII                                                   | novem „neun“                                                                                     | nōnus, -a, -um „neunter/neunte/neuntes“                                 | novēnī, -ae, -a „je neun“                                          | noviēs „neunmal“                                                  |
| 10                | X                                                           | decem „zehn“                                                                                     | decimus, -a, -um „zehnter/zehnte/zehntes“                               | dēnī, -ae, -a „je zehn“                                            | deciēs „zehnmal“                                                  |
| 11                | XI, O                                                       | undecim / decem (et) ūnus, -a, -um „elf“                                                         | undecimus, -a, -um „elfter/elfte/elftes“                                | undēnī, -ae, -a „je elf“                                           | undeciēs „elfmal“                                                 |
| 12                | XII                                                         | duodecim / decem (et) duo, -ae, -o „zwölf“                                                       | duodecimus, -a, -um „zwölfter/zwölfte/zwölftes“                         | duodēnī, -ae, -a „je zwölf“                                        | duodeciēs „zwölfmal“                                              |
| 13                | XIII                                                        | trēdecim / decem (et) trēs „dreizehn“                                                            | tertius decimus / decimus et tertius „dreizehnter“                      | ternī dēnī „je dreizehn“                                           | ter deciēs „dreizehnmal“                                          |
| 14                | XIIII, XIV                                                  | quattuordecim / decem (et) quattuor „vierzehn“                                                   | quārtus decimus / decimus et quārtus „vierzehnter“                      | quaternī dēnī „je vierzehn“                                        | quater deciēs „vierzehnmal“                                       |
| 15                | XV                                                          | quīndecim / decem (et) quīnque „fünfzehn“                                                        | quīntus decimus / decimus et quīntus „fünfzehnter“                      | quīnī dēnī „je fünfzehn“                                           | quīnquiēs deciēs „fünfzehnmal“                                    |
| 16                | XVI                                                         | sēdecim / decem (et) sex „sechzehn“                                                              | sextus decimus / decimus et sextus „sechzehnter“                        | sēnī dēnī „je sechzehn“                                            | sexiēs deciēs „sechzehnmal“                                       |
| 17                | XVII                                                        | septendecim / decem (et) septem „siebzehn“                                                       | septimus decimus / decimus et septimus „siebzehnter“                    | septēnī dēnī „je siebzehn“                                         | septiēs deciēs „siebzehnmal“                                      |
| 18                | XVIII, XIIX, IIXX                                           | duodēvīgintī / decem (et) octō „achtzehn“                                                        | duodēvīcēsimus / octāvus decimus „achtzehnter“                          | duodēvīcēnī / octōnī dēnī „je achtzehn“                            | duodēvīciēs „achtzehnmal“                                         |
| 19                | XIX, IXX, XVIIII                                            | undēvīgintī / decem (et) novem „neunzehn“                                                        | undēvīcēsimus / nōnus decimus „neunzehnter“                             | undēvīcēnī / novēnī dēnī „je neunzehn“                             | undēvīciēs „neunzehnmal“                                          |
| 20                | XX                                                          | vīgintī „zwanzig“                                                                                | vīcēsimus „zwanzigster“                                                 | vīcēnī „je zwanzig“                                                | vīciēs „zwanzigmal“                                               |
| 21                | XXI                                                         | vīgintī (et) ūnus / ūnus (et) vīgintī „einundzwanzig“                                            | ūnus et vīcēsimus / vīcēsimus prīmus „einundzwanzigster“                | singulī et vīcēnī / vīcēnī singulī „je einundzwanzig“              | semel et vīciēs / vīciēs semel „einundzwanzigmal“                 |
| 22                | XXII                                                        | vīgintī (et) duo / duo (et) vīgintī „zweiundzwanzig“                                             | duo et vīcēsimus / alter et vīcēsimus „zweiundzwanzigster“              | bīnī et vīcēnī / vīcēnī bīnī „je zweiundzwanzig“                   | bis et vīciēs / vīciēs bis „zweiundzwanzigmal“                    |
| …                 | …                                                           | …                                                                                                | …                                                                       | …                                                                  | …                                                                 |
| 28                | XXVIII, XXIIX, IIXXX                                        | duodetrīgintā / vīgintī (et) octō „achtundzwanzig“                                               | duodētrīcēsimus / vīcēsimus (et) octāvus „achtundzwanzigster“           | duodētrīcēnī / vīcēnī octōnī „je achtundzwanzig“                   | duodētrīciēs / vīciēs octiēs „achtundzwanzigmal“                  |
| 29                | XXIX, XXVIIII, IXXX                                         | undētrīgintā / vīgintī (et) novem „neunundzwanzig“                                               | undētrīcēsimus / vīcēsimus (et) nōnus „neunundzwanzigster“              | undētrīcēnī / vīcēnī novēnī „je neunundzwanzig“                    | undētrīciēs / vīciēs noviēs „neunundzwanzigmal“                   |
| 30                | XXX                                                         | trīgintā „dreißig“                                                                               | trīcēsimus „dreißigster“                                                | trīcēnī „je dreißig“                                               | trīciēs „dreißigmal“                                              |
| 32                | XXXII                                                       | trīgintā (et) duo / duo (et) trīgintā „zweiunddreißig“                                           | duo et trīcēsimus / alter et trīcēsimus „zweiunddreißigster“            | bīnī et trīcēnī / trīcēnī bīnī „je zweiunddreißig“                 | bis et trīciēs / trīciēs bis „zweiunddreißigmal“                  |
| 40                | XXXX, XL, F                                                 | quadrāgintā „vierzig“                                                                            | quadrāgēsimus „vierzigster“                                             | quadrāgēnī „je vierzig“                                            | quadrāgiēs „vierzigmal“                                           |
| 43                | XXXXIII, XLIII                                              | quadrāgintā (et) trēs / trēs (et) quadrāgintā „dreiundvierzig“                                   | quadrāgēsimus tertius / tertius et quadrāgēsimus „dreiundvierzigster“   | ternī et quadrāgēnī / quadrāgēnī ternī „je dreiundvierzig“         | ter et quadrāgiēs / quadrāgiēs ter „dreiundvierzigmal“            |
| 50                | L, ⟘, ↓, ⫝, c†                                              | quīnquāgintā „fünfzig“                                                                           | quīnquāgēsimus „fünfzigster“                                            | quīnquāgēnī „je fünfzig“                                           | quīnquāgiēs „fünfzigmal“                                          |
| 54                | LIIII, LIV                                                  | quīnquāgintā (et) quattuor / quattuor (et) quīnquāgintā „vierundfünfzig“                         | quīnquāgēsimus quārtus / quārtus et quīnquāgēsimus „vierundfünfzigster“ | quaternī et quīnquāgēnī / quīnquāgēnī quaternī „je vierundfünfzig“ | quater et quīnquāgiēs / quīnquāgiēs quater „vierundfünfzigmal“    |
| 60                | LX, IIIXX                                                   | sexāgintā „sechzig“                                                                              | sexāgēsimus „sechzigster“                                               | sexāgēnī „je sechzig“                                              | sexāgiēs „sechzigmal“                                             |
| 65                | LXV                                                         | sexāgintā (et) quīnque / quīnque (et) sexāgintā „fünfundsechzig“                                 | sexāgēsimus quīntus / quīntus et sexāgēsimus „fünfundsechzigster“       | quīnī et sexāgēnī / sexāgēnī quīnī „je fünfundsechzig“             | quīnquiēs et sexāgiēs / sexāgiēs quīnquiēs „fünfundsechzigmal“    |
| 70                | LXX, S                                                      | septuāgintā „siebzig“                                                                            | septuāgēsimus „siebzigster“                                             | septuāgēnī „je siebzig“                                            | septuāgiēs „siebzigmal“                                           |
| 79                | LXXVIIII, LXXIX, IXXC                                       | undeoctōgintā / septuāgintā (et) novem „neunundsiebzig“                                          | undeoctōgēsimus / septuāgēsimus (et) nōnus „neunundsiebzigster“         | undeoctōgēnī / septuāgēnī novēnī „je neunundsiebzig“               | undeoctōgiēs / septuāgiēs noviēs „neunundsiebzigmal“              |
| 80                | LXXX, XXC, IIIIXX, R                                        | octōgintā „achtzig“                                                                              | octōgēsimus „achtzigster“                                               | octōgēnī „je achtzig“                                              | octōgiēs „achtzigmal“                                             |
| 88                | LXXXVIII, LXXXIIX, IIXC                                     | duodēnōnāgintā / octōgintā (et) octō „achtundachtzig“                                            | duodēnōnāgēsimus / octōgēsimus (et) octāvus „achtundachtzigster“        | duodēnōnāgēnī / octōgēnī octōnī „je achtundachtzig“                | duodēnōnāgiēs / octōgiēs octiēs „achtundachtzigmal“               |
| 90                | XC, LXXXX, N                                                | nōnāgintā „neunzig“                                                                              | nōnāgēsimus „neunzigster“                                               | nōnāgēnī „je neunzig“                                              | nōnāgiēs „neunzigmal“                                             |
| 97                | XCVII, LXXXXVII                                             | nōnāgintā (et) septem / septem (et) nōnāgintā „siebenundneunzig“                                 | nōnāgēsimus septimus / septimus et nōnāgēsimus „siebenundneunzigster“   | septēnī et nōnāgēnī / nōnāgēnī septēnī „je siebenundneunzig“       | septiēs et nōnāgiēs / nōnāgiēs septiēs „siebenundneunzigmal“      |
| 98                | IIC, XCVIII, LXXXXVIII                                      | duodēcentum / nōnāgintā (et) octō „achtundneunzig“                                               | duodēcentēsimus / nōnāgēsimus (et) octāvus „achtundneunzigster“         | duodēcentēnī / nōnāgēnī octōnī „je achtundneunzig“                 | duodēcentiēs / nōnāgiēs octiēs „achtundneunzigmal“                |
| 99                | IC, LXXXXVIIII, LXXXXIX, XCVIIII, XCIX                      | undēcentum / nōnāgintā (et) novem „neunundneunzig“                                               | undēcentēsimus / nōnāgēsimus (et) nōnus „neunundneunzigster“            | undēcentēnī / nōnāgēnī novēnī „je neunundneunzig“                  | undēcentiēs / nōnāgiēs noviēs „neunundneunzigmal“                 |
| 100               | C, 𐌙, ⚆                                                     | centum „hundert“                                                                                 | centēsimus „hundertster“                                                | centēnī „je hundert“                                               | centiēs „hundertmal“                                              |
| 150               | CL, Y                                                       | centum quīnquāgintā „hundertfünfzig“                                                             | centēsimus quīnquāgēsimus „hundertfünfzigster“                          | centēnī quīnquāgēnī „je hundertfünfzig“                            | centiēs quīnquāgiēs „hundertfünfzigmal“                           |
| 151               | CLI, K                                                      | centum quīnquāgintā ūnus „hunderteinundfünfzig“                                                  | centēsimus ūnus et quīnquāgēsimus „hunderteinundfünfzigster“            | centēnī quīnquāgēnī singulī „je hunderteinundfünfzig“              | centiēs quīnquāgiēs semel „hunderteinundfünfzigmal“               |
| 160               | CLX, T                                                      | centum sexāgintā „hundertsechzig“                                                                | centēsimus sexāgēsimus „hundertsechzigster“                             | centēnī sexāgēnī „je hundertsechzig“                               | centiēs sexāgiēs „hundertsechzigmal“                              |
| 200               | CC, H                                                       | ducentī, -ae, -a / ducentum „zweihundert“                                                        | ducentēsimus „zweihundertster“                                          | ducēnī „je zweihundert“                                            | ducentiēs „zweihundertmal“                                        |
| 250               | CCL, E                                                      | ducentī quīnquāgintā „zweihundertfünfzig“                                                        | ducentēsimus quīnquāgēsimus „hundertfünfzigster“                        | ducentēnī quīnquāgēnī „je hundertfünfzig“                          | ducentiēs quīnquāgiēs „hundertfünfzigmal“                         |
| 300               | CCC, B                                                      | trecentī, -ae, -a „dreihundert“                                                                  | trecentēsimus „dreihundertster“                                         | trecēnī „je dreihundert“                                           | trecentiēs „dreihundertmal“                                       |
| 400               | CCCC, CD, CIIII, G, P                                       | quadringentī, -ae, -a „vierhundert“                                                              | quadringentēsimus „vierhundertster“                                     | quadringēnī „je vierhundert“                                       | quadringentiēs „vierhundertmal“                                   |
| 500               | IↃ, I℈, D, d, ɖ, dc, A, Q, 〰                               | quīngentī, -ae, -a / quīncentum „fünfhundert“                                                    | quīngentēsimus „fünfhundertster“                                        | quīngēnī „je fünfhundert“                                          | quīngentiēs „fünfhundertmal“                                      |
| 590               | DXC, đıc                                                    | quīngentī nōnāgintā „fünfhundertneunzig“                                                         | quīngentēsimus nōnāgēsimus „fünfhundertneunzigster“                     | quīngēnī nōnāgēnī „je fünfhundertneunzig“                          | quīngentiēs nōnāgiēs „fünfhundertneunzigmal“                      |
| 600               | DC                                                          | sescentī, -ae, -a / sescentum „sechshundert“                                                     | sescentēsimus „sechshundertster“                                        | sescēnī „je sechshundert“                                          | sescentiēs „sechshundertmal“                                      |
| 700               | DCC                                                         | septingentī, -ae, -a „siebenhundert“                                                             | septingentēsimus „siebenhundertster“                                    | septingēnī „je siebenhundert“                                      | septingentiēs „siebenhundertmal“                                  |
| 800               | DCCC, CCM, ω                                                | octingentī, -ae, -a „achthundert“                                                                | octingentēsimus „achthundertster“                                       | octingēnī „je achthundert“                                         | octingentiēs „achthundertmal“                                     |
| 900               | DCCCC, CM, ϡ                                                | nōngentī, -ae, -a „neunhundert“                                                                  | nōngentēsimus „neunhundertster“                                         | nōngēnī „je neunhundert“                                           | nōngentiēs „neunhundertmal“                                       |
| 1 000             | CIↃ, ⫏⫐, ↀ, ᛦ, ∞, 〜, ന, ⊗, ⋈, ><, Ḿ, M, M, ͳ, ϒ, IıI, ī, Á | mīlle „tausend“                                                                                  | mīllēsimus „tausendster“                                                | singula mīlia „je tausend“                                         | mīliēs „tausendmal“                                               |
| 1 500             | ↀD, ID                                                      | mīlle (et) quīngentī, -ae, -a „tausendfünfhundert“                                               | mīllēsimus (et) quīngentēsimus „tausendfünfhundertster“                 | singula mīlia (et) quīngēnī „je tausendfünfhunder“                 | mīliēs (et) quīngentiēs „tausendfünfhundertmal“                   |
| 2 000             | ↀↀ, IIↀ, ∏, Z, MM                                           | duo mīlia / bīna mīlia „zweitausend“                                                             | bis mīllēsimus „zweitausendster“                                        | bīna mīlia „je zweitausend“                                        | bis mīliēs „zweitausendmal“                                       |
| 3 000             | ↀↀↀ, IIↀ, III, B, MMM                                       | tria mīlia / trīna mīlia „dreitausend“                                                           | ter mīllēsimus „dreitausendster“                                        | trīna mīlia „je dreitausend“                                       | ter mīliēs „dreitausendmal“                                       |
| 4 000             | ∞IↃↃ, IIII                                                  | quattuor mīlia / quaterna mīlia „viertausend“                                                    | quater mīllēsimus „viertausendster“                                     | quaterna mīlia „je viertausend“                                    | quater mīliēs „viertausendmal“                                    |
| 5 000             | IↃↃ, Iᴐᴐ, qᴐ, QC, ᚥ, ↁ, A, V                                | quīnque mīlia / quīna mīlia „fünftausend“                                                        | quīnquiēs mīllēsimus „fünftausendster“                                  | quīna mīlia „je fünftausend“                                       | quīnquiēs mīliēs „fünftausendmal“                                 |
| 6 000             | IↃↃ∞, VI                                                    | sex mīlia / sēna mīlia „sechstausend“                                                            | sexiēs mīllēsimus „sechstausendster“                                    | sēna mīlia „je sechstausend“                                       | sexiēs mīliēs „sechstausendmal“                                   |
| 7 000             | IↃↃ∞∞, VII                                                  | septem mīlia / septēna mīlia „siebentausend“                                                     | septiēs mīllēsimus „siebentausendster“                                  | septēna mīlia „je siebentausend“                                   | septiēs mīliēs „siebentausendmal“                                 |
| 8 000             | IↃↃ∞∞∞, VIII                                                | octō mīlia / octōna mīlia „achttausend“                                                          | octiēs mīllēsimus „achttausendster“                                     | octōna mīlia „je achttausend“                                      | octiēs mīliēs „achttausendmal“                                    |
| 9 000             | ∞CↀↃ, IX                                                    | novem mīlia / novēna mīlia „neuntausend“                                                         | noviēs mīllēsimus „neuntausendster“                                     | novēna mīlia „je neuntausend“                                      | noviēs mīliēs „neuntausendmal“                                    |
| 10 000            | CↀↃ, CMↃ, ↂ, ccIᴐᴐ, ııIıı, X, Xm                            | decem mīlia / dēna mīlia „zehntausend“                                                           | deciēs mīllēsimus „zehntausendster“                                     | dēna mīlia „je zehntausend“                                        | deciēs mīliēs „zehntausendmal“                                    |
| 11 000            | CↀↃ∞,XI, O                                                  | undecim mīlia / undēna mīlia „elftausend“                                                        | undeciēs mīllēsimus „elftausendster“                                    | undēna mīlia „je elftausend“                                       | undeciēs mīliēs „elftausendmal“                                   |
| 15 000            | CↀↃIↃↃ, XV                                                  | quīndecim mīlia / quīndēna mīlia „fünfzehntausend“                                               | quīndeciēs mīllēsimus „fünfzehntausendster“                             | quīndēna mīlia „je fünfzehntausend“                                | quīndeciēs mīliēs „fünfzehntausendmal“                            |
| 20 000            | CↀↃ CↀↃ, XX, XMX                                            | vīgintī mīlia / vīcēna mīlia „zwanzigtausend“                                                    | vīciēs mīllēsimus „zwanzigtausendster“                                  | vīcēna mīlia „je zwanzigtausend“                                   | vīciēs mīliēs „zwanzigtausendmal“                                 |
| 30 000            | CↀↃ CↀↃ CↀↃ, XXX                                            | trīgintā mīlia / trīcēna mīlia „dreißigtausend“                                                  | trīciēs mīllēsimus „dreißigtausendster“                                 | trīcēna mīlia „je dreißigtausend“                                  | trīciēs mīliēs „dreißigtausendmal“                                |
| 40 000            | CↀↃ CↀↃ CↀↃ CↀↃ, XXXX, XL, F                                | quadrāgintā mīlia / quadrāgēna mīlia „vierzigtausend“                                            | quadrāgiēs mīllēsimus „vierzigtausendster“                              | quadrāgēna mīlia „je vierzigtausend“                               | quadrāgiēs mīliēs „vierzigtausendmal“                             |
| 50 000            | IↃↃↃ, ↇ, Iᴐᴐᴐ, ᚡ, L                                         | quīnquāgintā mīlia / quīnquāgēna mīlia „fünfzigtausend“                                          | quīnquāgiēs mīllēsimus „fünfzigtausendster“                             | quīnquāgēna mīlia „je fünfzigtausend“                              | quīnquāgiēs mīliēs „fünfzigtausendmal“                            |
| 60 000            | IↃↃↃCↀↃ, LX                                                 | sexāgintā mīlia / sexāgēna mīlia „sechzigtausend“                                                | sexāgiēs mīllēsimus „sechzigtausendster“                                | sexāgēna mīlia „je sechzigtausend“                                 | sexāgiēs mīliēs „sechzigtausendmal“                               |
| 70 000            | IↃↃↃCↀↃCↀↃ, LXX, S                                          | septuāgintā mīlia / septuāgēna mīlia „siebzigtausend“                                            | septuāgiēs mīllēsimus „siebzigtausendster“                              | septuāgēna mīlia „je siebzigtausend“                               | septuāgiēs mīliēs „siebzigtausendmal“                             |
| 80 000            | IↃↃↃCↀↃCↀↃCↀↃ, LXXX, R                                      | octōgintā mīlia / octōgēna mīlia „achtzigtausend“                                                | octōgiēs mīllēsimus „achtzigtausendster“                                | octōgēna mīlia „je achtzigtausend“                                 | octōgiēs mīliēs „achtzigtausendmal“                               |
| 90 000            | XC, ↂↈ, N                                                   | nōnāgintā mīlia / nōnāgēna mīlia „neunzigtausend“                                                | nōnāgiēs mīllēsimus „neunzigtausendster“                                | nōnāgēna mīlia „je neunzigtausend“                                 | nōnāgiēs mīliēs „neunzigtausendmal“                               |
| 100 000           | CCↀↃↃ, cccIᴐᴐᴐ, ↈ, C, Cm, IıI,⎾I⏋, ⎾X⏋, CCMↃↃ               | centum mīlia / centēna mīlia „hunderttausend“                                                    | centiēs mīllēsimus „hunderttausendster“                                 | centēna mīlia „je hunderttausend“                                  | centiēs mīliēs „hunderttausendmal“                                |
| 150 000           | CCↀↃↃIↃↃↃ, ↈↇ, CL, Y                                        | centum quīnquāgintā mīlia / centēna quīnquāgēna mīlia „hundertfünfzigtausend“                    | centiēs quīnquāgiēs mīllēsimus „hundertfünfzigtausendster“              | centēna quīnquāgēna mīlia „je hundertfünfzigtausend“               | centiēs quīnquāgiēs mīliēs „hundertfünfzigtausendmal“             |
| 151 000           | CCↀↃↃIↃↃↃ∞, ↈↇↀ, CLI, K                                     | centum quīnquāgintā ūnus mīlia / centēna quīnquāgēna singula mīlia „hunderteinundfünfzigtausend“ | centiēs quīnquāgiēs semel mīllēsimus „hunderteinundfünfzigtausendster“  | centēna quīnquāgēna singula mīlia „je hunderteinundfünfzigtausend“ | centiēs quīnquāgiēs semel mīliēs „hunderteinundfünfzigtausendmal“ |
| 160 000           | CCↀↃↃIↃↃↃCCIↃↃ, ↈↇↂ, CLX, T                                 | centum sexāgintā mīlia / centēna sexāgēna mīlia „hundertsechzigtausend“                          | centiēs sexāgiēs mīllēsimus „hundertsechzigtausendster“                 | centēna sexāgēna mīlia „je hundertsechzigtausend“                  | centiēs sexāgiēs mīliēs „hundertsechzigtausendmal“                |
| 200 000           | CCↀↃↃCCↀↃↃ, ↈↈ, CC, H                                       | ducenta mīlia / ducēna mīlia „zweihunderttausend“                                                | ducentiēs mīllēsimus „zweihundertfünfzigtausendster“                    | ducēna mīlia „je zweihunderttausend“                               | ducentiēs mīliēs „zweihunderttausendmal“                          |
| 250 000           | CCↀↃↃCCↀↃↃIↃↃↃ, ↈↈↇ, CCL, E                                 | ducenta quīnquāgintā mīlia / ducēna quīnquāgēna mīlia „zweihundertfünfzigtausend“                | ducentiēs quīnquāgiēs mīllēsimus „zweihundertfünfzigtausendster“        | ducēna quīnquāgēna mīlia „je zweihundertfünfzigtausend“            | ducentiēs quīnquāgiēs mīliēs „zweihundertfünfzigtausendmal“       |
| 300 000           | CCↀↃↃCCↀↃↃCCↀↃↃ, ↈↈↈ, CCC, CCCm,⎹III⎸                       | trecenta mīlia / trecēna mīlia „dreihunderttausend“                                              | trecentiēs mīllēsimus „dreihunderttausendster“                          | trecēna mīlia „je dreihunderttausend“                              | trecentiēs mīliēs „dreihunderttausendmal“                         |
| 400 000           | ↈↈↈↈ, CCCC, G, P                                            | quadringenta mīlia / quadringēna mīlia „vierhunderttausend“                                      | quadringentiēs mīllēsimus „vierhunderttausendster“                      | quadringēna mīlia „je vierhunderttausend“                          | quadringentiēs mīliēs „vierhunderttausendmal“                     |
| 500 000           | IↃↃↃↃ, D, Q, CQↃ                                            | quīngenta mīlia / quīngēna mīlia „fünfhunderttausend“                                            | quīngentiēs mīllēsimus „fünfhunderttausendster“                         | quīngēna mīlia „je fünfhunderttausend“                             | quīngentiēs mīliēs „fünfhunderttausendmal“                        |
| 1 000             | IXI,⎹X⎸, M                                                  | deciēs centēna mīlia / deciēs centum mīlia „eine Million“                                        | deciēs centiēs mīllēsimus / mīliēs mīllēsimus „einmillionster“          | deciēs centēna mīlia „je eine Million“                             | mīliēs mīliēs / deciēs centiēs mīliēs „eine Million Mal“          |
| 1 200 000         | ⎹XII⎸                                                       | duodeciēs centēna mīlia „eine Million zweihunderttausend“                                        | duodeciēs centiēs mīllēsimus „eine Million und zweihunderttausendster“  | duodeciēs centēna mīlia „je eine Million zweihunderttausend“       | duodeciēs centiēs mīliēs „eine Million und zweihunderttausendmal“ |
| 2 000             | ⎹XX⎸, MM, MCIↃ, Z                                           | vīciēs centēna mīlia „zwei Millionen“                                                            | vīciēs centiēs mīllēsimus „zweimillionster“                             | vīciēs centēna mīlia „je zwei Millionen“                           | vīciēs centiēs mīliēs „zwei Millionen Mal“                        |
| 10 000            | ⎹C⎸                                                         | centiēs centēna mīlia „zehn Millionen“                                                           | centiēs centiēs mīllēsimus „zehnmillionster“                            | centiēs centēna mīlia „je zehn Millionen“                          | centiēs centiēs mīliēs „zehn Millionen Mal“                       |
| 50 000            | ⎹D⎸                                                         | quīngentiēs centēna mīlia „fünfzig Millionen“                                                    | quīngentiēs centiēs mīllēsimus „fünfzigmillionster“                     | quīngentiēs centēna mīlia „je fünfzig Millionen“                   | quīngentiēs centiēs mīliēs „fünfzig Millionen Mal“                |
| 100 000           | ⎹M⎸                                                         | mīliēs centēna mīlia „hundert Millionen“                                                         | mīliēs centiēs mīllēsimus „hundertmillionster“                          | mīliēs centēna mīlia „je hundert Millionen“                        | mīliēs centiēs mīliēs „hundert Millionen Mal“                     |
| 256 300 000       | ⎹MMDLXIII⎸                                                  | bis mīliēs quīngentiēs sexāgiēs ter centēna mīlia                                                | bis mīliēs quīngentiēs sexāgiēs ter centiēs mīllēsimus                  | bis mīliēs quīngentiēs sexāgiēs ter centēna mīlia                  | bis mīliēs quīngentiēs sexāgiēs ter centiēs mīliēs                |
| 500 000           | D̿                                                           | quīnquiēs mīliēs centēna mīlia „fünfhundert Millionen“                                           | quīnquiēs mīliēs centiēs mīllēsimus „fünfhundertmillionster“            | quīnquiēs mīliēs centēna mīlia „je fünfhundert Millionen“          | quīnquiēs mīliēs centiēs mīliēs „fünfhundert Millionen Mal“       |

Die lateinischen Zahlwörter, die auf acht oder neun enden (18, 19, 28, 29, … bis 88, 89) werden vorwiegend subtraktiv gebildet: duo-de-viginti „18“, wörtlich „zwei von zwanzig herab“; un-de-viginti „19“, wörtlich „eins von zwanzig herab“.

### Deklination
Die Ordinalzahlen werden grundsätzlich dekliniert, ebenso die Distributivzahlen unter tausend, von den Kardinalzahlen jene von „eins“ bis „drei“ (unus, duo, tres) sowie die mehrfachen von hundert (ducenti etc.) sowie der Plural milia „tausend(e)“.
| Wert     | Nominativ (Vokativ, falls abweichend) | Genitiv                              | Dativ                  | Akkusativ                   | Ablativ                |
| -------- | ------------------------------------- | ------------------------------------ | ---------------------- | --------------------------- | ---------------------- |
| 1        | ūnus, ūna, ūnum (°) (ūne, ūna, ūnum)  | ūnīus, ~, ~                          | ūnī, ~, ~              | ūnum, ūnam, ūnum            | ūnō, ūnā, ūnō          |
| 1        | ūnī, ūnae, ūna (°)                    | ūnōrum, ūnārum, ūnōrum               | ūnīs, ~, ~             | ūnōs, ūnās, ūna             | ūnīs, ~, ~             |
| 2        | duo, duae, duo                        | duōrum (duum), duārum, duōrum (duum) | duōbus, duābus, duōbus | duōs/duo, duās, duo         | duōbus, duābus, duōbus |
| 3        | trēs (trīs), ~, tria                  | trium, ~, ~                          | tribus, ~, ~           | trēs (trīs), ~, tria        | tribus, ~, ~           |
| 200 (*)  | ducentī, ducentae, ducenta            | ducentōrum, ducentārum, ducentōrum   | ducentīs, ~, ~         | ducentōs, ducentās, ducenta | ducentīs, ~, ~         |
| 2000 (#) | duo mīlia                             | duōrum mīlium                        | duōbus mīlibus         | duo mīlia                   | duōbus mīlibus         |

unio, unionis, unioni, unionem, unione ist Femininum, binio usw. flektieren genauso, sind aber Maskulina. Die höheren Zahlsubstantive sind nicht belegt.

## Kardinalzahlen
unus
Das Zahlwort ūnus – von altlateinisch oinos „ein“ – führt mit altirisch óen „ein“, gotisch ains „ein“, altgriechisch οἴνη oínē „Eins auf dem Würfel“ und dem Vordergliede von altkirchenslawisch inorogŭ „Einhorn“ auf urindogermanisch *Hoi̯-no-s zurück. Der Genetiv ūnīus, ūnĭus und der Dativ ūnī folgen der pronominalen Deklination (hujus, illius etc.), die übrigen Formen (und der seltene Gen. f. ūnae) der adjektivischen a-/o-Deklination.
In den romanischen Sprachen leben Nominativ- und Akkusativformen als Zahlwort und unbestimmter Artikel weiter, so altfranzösisch, okzitanisch uns/une/un, italienisch un/una, spanisch uno/una, portugiesisch um/uma, rumänisch un/o etc.
duo
Der maskuline Nominativ/Akkusativ dŭŏ – von altlateinisch dŭō „zwei“ – führt mit altwalisisch dou „zwei“, altgriechisch δύω dýō „zwei“, altindisch duvā „zwei“, altkirchenslawisch dŭva „zwei“ auf urindogermanisch *duu̯o-h1 zurück, der Lindeman-Variante zu einsilbigem *du̯o-h1, welches in altindisch द्वा dvā „zwei“ und mit Umbildung in gotisch twai, neuhochdeutsch zwei etc. fortgesetzt ist; als Vorform des femininen dŭae wird *duu̯ah2-ih1 angesetzt. Beide Formen sind mit einer Dualendung gebildet, die im Lateinischen sonst nur noch bei ambō „beide“ eine Spur hinterlassen hat. Die Akkusativformen dŭōs m., dŭās f., der Genetiv dŭom, neuer dŭōrum m./n., dŭārum f. sowie der Dativ/Ablativ dŭōbus m./n., dŭābus f. sind Neubildungen; zuweilen tritt duo auch in diesen Fällen ein, besonders in Verbindung mit nicht flektierbaren Zehnerzahlen wie duo et viginti, duodetriginta.
tres
Der maskuline und feminine Nominativ trēs führt mit gotisch þreis „drei“, altgriechisch τρεῖς treîs „drei“, altindisch त्रयः trayaḥ „drei“ auf urindogermanisch *trei̯-es zurück; er dringt seit dem Altlateinischen auch in den Akkusativ ein und verdrängt dessen ursprüngliche Form trīs, der mit umbrisch trif, gotisch þrins, altirisch trí, griechisch τρίνς tríns urindogermanisch *tri-ns fortsetzt. Das Neutrum tria stimmt mit umbrisch triia, griechisch τρία tría überein. Der Genetiv trium geht direkt auf indogermanisch *trii̯-om zurück (im Unterschied zu griechisch τριῶν triôn mit langem -ōn-; dieses aus -o-om der o-Deklination), der Dativ/Ablativ tribus mit umbrisch tris (von *trifos) auf indogermanisch *tri-bʰos.

## Sonstige Zahlwörter
Außerdem gibt es Wörter für einfach, zweifach usw. (Vervielfältigungszahlwörter (Multiplikativa) und Verhältniszahlwörter (Proportionalia)), wie:
1. simplex (Genitiv: simplicis) – simplus (-a, -um)
2. duplex – duplus
3. triplex – triplus
4. quadruplex – quadruplus

Auch gibt es eine hierarchische Form der Ordinalia, die im Deutschen mit an erster/zweiter/dritter Stelle wiedergegeben wird:
1. prīmarius
2. secundarius
3. tertiarius

Diese Wörter sind aber für (die meisten) höhere Zahlen ungebräuchlich.

## Multiplikation
Die Iterativ- und Distributivzahlen gebraucht man beim Multiplizieren:
{\displaystyle V\cdot IV=XX} heißt quīnquiē(n)s quaterna sunt vīgintī, also: „fünfmal je vier sind zwanzig“.

## Bruchzahlen
Das Lateinische kennt keine Bruchzahlen (Partitiva; wie deutsch Drittel, Viertel), es gilt als Regel:
- Wenn der Zähler um genau eins kleiner ist als der Nenner, steht partes („Teile“).
- Bei Zähler eins steht pars.
- Sonst steht der Genetiv der Ordnungszahl für den Nenner:

{\displaystyle {\tfrac {1}{2}}} dimidia pars „halber Teil“, {\displaystyle {\tfrac {1}{3}}} tertia pars „dritter Teil“, {\displaystyle {\tfrac {2}{3}}} duae partes („zwei Teile“), {\displaystyle {\tfrac {3}{4}}} tres partes („drei Teile“), {\displaystyle {\tfrac {3}{5}}} tres quintae („drei fünftel“).
dimidia ist eine Sonderbildung zu dīmidius, -a, -um „halb, nicht ganz“ aus dis und medius „mittel“.

## Zusammensetzungen
Zudem gibt es viele Wörter, in denen Zahlen vorkommen. Hier eine Auswahl:
1. ūnifōrmis – einförmig
2. duplicārius – Doppelsöldner
3. trivium – Dreiweg, Weggabelung (allgemein bekannte Stelle, vergleiche „trivial“)
4. quadrātus – viereckig, vergleiche „Quadrat“
5. quīnquennium – Jahrfünft
6. sextārius – ein „Schoppen“ von 1/6 congius, etwa 1/2 Liter (54 cl)
7. [mensis] september – der 7. Monat (vor 153 v. Chr.), entsprechend october, november, december
8. octipēs – achtfüßig
9. nōnāria – antikes Straßenmädchen (diese durften erst ab der 9. Stunde dem Gewerbe nachgehen, daher der Name)
10. decennis – zehnjährig

## Die Null
Die Römer kannten zwar sprachliche Ausdrücke für „nicht etwas“ (nullum) und „nichts“ (nihil), aber kein Zahlzeichen und keinen eigenen mathematischen Begriff für einen Zahlwert „Null“.